# Индекс массы (технический анализ)
Индекс массы (MI от англ. mass index) — разработанный Дональдом Дорси (англ. Donald Dorsey) технический индикатор прогнозирующий разворот тенденции на основе анализа ширины диапазона между максимальной и минимальной ценами.

## Методика вычисления
Индекс массы является суммой отношений экспоненциальной скользящей средней первого (EMA) и второго (DMA) порядка разности между максимальной и минимальной ценой за период:
{\displaystyle {\textit {MassIndex}}_{p,n,t}=\sum _{i=0}^{p-1}{\frac {{\textit {EMA}}_{n,t}({\textit {High}}_{t}-{\textit {Low}}_{t})}{{\textit {DMA}}_{n,t}({\textit {High}}_{t}-{\textit {Low}}_{t})}},}
где:
- {\displaystyle {\textit {MassIndex}}_{p,n,t}} — индекс массы в момент {\displaystyle t}, построенный на экспоненциальных скользящих средних с шириной окна {\displaystyle n} и периодом суммирования {\displaystyle p}.
- {\displaystyle {\textit {EMA}}_{n,t}({\textit {High}}_{t}-{\textit {Low}}_{t})} — экспоненциальная скользящая средняя c шириной окна {\displaystyle n} от разности максимальной и минимальной цены за период: {\displaystyle {\textit {EMA}}_{n,t}=\alpha \cdot ({\textit {High}}_{t}-{\textit {Low}}_{t})+(1-\alpha )\cdot {\textit {EMA}}_{n,t-1}.}
- {\displaystyle {\textit {DMA}}_{n,t}({\textit {High}}_{t}-{\textit {Low}}_{t})} — двойное экспоненциальное скользящее среднее с шириной окна {\displaystyle n} от разности максимальной и минимальной цены за период: {\displaystyle {\textit {DMA}}_{n,t}=\alpha \cdot {\textit {EMA}}_{n,t}+(1-\alpha )\cdot {\textit {DMA}}_{n,t-1}.}
- {\displaystyle {\textit {High}}_{t},{\textit {Low}}_{t}} — максимальная и минимальная цена в периоде.
- {\displaystyle \alpha ={\frac {2}{n+1}}} — коэффициент сглаживания, выражаемый традиционно для технического анализа в периодах — {\displaystyle n}.

В оригинальном варианте использовалось девятидневное сглаживание с суммированием двадцати пяти значений:
{\displaystyle {\textit {MassIndex}}_{25,9,t}=\sum _{i=0}^{24}{\frac {{\textit {EMA}}_{9,t}({\textit {High}}_{t}-{\textit {Low}}_{t})}{{\textit {DMA}}_{9,t}({\textit {High}}_{t}-{\textit {Low}}_{t})}}.}

## Торговые стратегии
Индекс массы не показывает направление движения, он лишь призван определить момент разворота.
В соответствии с оригинальной методикой вероятность разворота повышается, когда индекс массы вначале повышается выше определённого уровня, а потом опускается ниже другого — так называемый «разворотный горб» (англ. reversal bulge).
В оригинальной методике для сигнала изменения тенденции индекс массы вначале должен подняться выше 27, а потом опуститься ниже 26,5.
Направление открытия позиций выбираются на основе других индикаторов, например, по экспоненциальной скользящей средней цены закрытия — если она растёт (текущее значение выше предыдущего), значит следует рассматривать сигнал индекса массы в качестве сигнала к покупке и наоборот.